# Бульбазавр
Бульбаза́вр (англ. Bulbasaur, яп. フシギダネ, Фусигиданэ) — стартовый покемон двойного травяного/ядовитого типа из первого поколения и региона 
Канто.
На 16 уровне эволюционирует в ивизавра.
Это первый покемон в национальном дексе и в покедексе Канто. Вместе с чармандером и сквиртлом он составляет тройку стартовых покемонов в играх Pokémon Red/Blue, FireRed/LeafGreen, Pokémon Go.

## Внешний вид
Бульбазавр — маленький четвероногий покемон голубовато-зелёного цвета с тёмно-зелёными пятнами на теле. У него красные глаза, широкий рот и слегка заострённые уши. Когда его рот открыт, на его верхней челюсти видна пара заострённых зубов. У него толстые лапы, заканчивающиеся тремя острыми когтями. На спине у бульбазавра с рождения находится луковица, которая обеспечивает его энергией в процессе фотосинтеза, а также содержит питательные вещества. Когда бульбазавр готов эволюционировать, луковица на его спине начинает мерцать голубоватым цветом и впоследствии преобразуется в бутон.

## Места обитания
Бульбазавры обитают в лесах и на лугах по всему региону Канто. Тем не менее, являясь стартовыми покемонами, они редко встречаются в дикой природе и обычно находятся в собственности покетренеров. Многие дикие бульбазавры собираются каждый год в секретном саду Канто, чтобы принять участие в церемонии эволюции в ивизавров во главе с венузавром.

## Появления

### В компьютерных играх
Впервые появился в Pokémon Red/Blue и дальше появлялся во всех играх серии.

### В манге
Бульбазавр Эша появился впервые в Ash and Pickachu manga.

### В аниме
Впервые бульбазавр появляется в первой серии «Покемон: Лига Индиго», первом сезоне аниме-сериала «Покемон». В десятой серии «Бульбазавр и спрятанное селение» Эш Кетчум при помощи пикачу победил бульбазавра и поймал его в свой покебол. После этого бульбазавр находился в команде Эша дольше других покемонов (не считая пикачу). Эш расстался с ним только в серии «Бульбазавр! Посол мира!», в которой отдал покемона в лабораторию профессора Оука.

### В кино
В анимационном фильме «Покемон: Фильм первый» появляется группа бульбазавров.
В игровом фильме «Покемон. Детектив Пикачу» группа бульбазавров отводит главного героя к мьюту.

## Сопутствующие товары
Был выпущен ряд игрушек, плюшевых кукол и других товаров в форме бульбазавра. В виде экшен-фигурки был выпущен в США фирмой Hasbro, а в Японии — фирмой Takara Tomy. Фигурки этого покемона использовались в рекламной кампании McDonald’s и Burger King. Использовался этот покемон и при оформлении самолётов (Pokémon Jet) японской авиакомпании All Nippon Airways. Островное государство Ниуэ выпустило монету, на реверсе которой изображён бульбазавр.

## Отзывы
Корреспондент CNN Деннис Майкл описал бульбазавра как одно из «наиболее видных созданий» в игре, «своего рода Кармен Миранду среди покемонов». Этот покемон попал в десятку самых популярных в голосовании Pokemon.com. На посвящённой ему странице в IGN бульбазавр описан как «третий лишний» в играх Pokémon Red и Blue, поскольку он не относится к какому либо цвету, при этом отмечается, что это самый известный травяной покемон, хотя он является больше животным, чем растением. Отмечается его популярность среди игроков-новичков. Редактор GamesRadar Бретт Элстон отметил, что популярность этого покемона связана отнюдь не только с тем, что он идёт первым по списку, а его коллега Каролин Гудмундсон в своей статье назвала бульбазавра лидером как среди динозавров, так и среди растений, хотя его дальнейшие эволюции назвала уродливыми. Среди группы 5—8 летних детей, собранных Honolulu Star-Bulletin, бульбазавр вошёл в тройку самых популярных. Дети характеризуют его как сильного, симпатичного и кавайного.